# تراژی‌کمدی
تراژدی کمدی، تراژی‌کمدی یا خوش‌سوگنامه (انگلیسی: Tragicomedy) گونه‌ای ادبی آمیخته از فرم‌های تراژدی و کمدی است که معمولاً در ادبیات نمایشی دیده می‌شود. این اصطلاح هم در توصیف آثار تراژدی که از عناصر کمیک بهره می‌گیرند و هم دربارهٔ آثار تراژیک با پایان خوش به کار می‌رود.

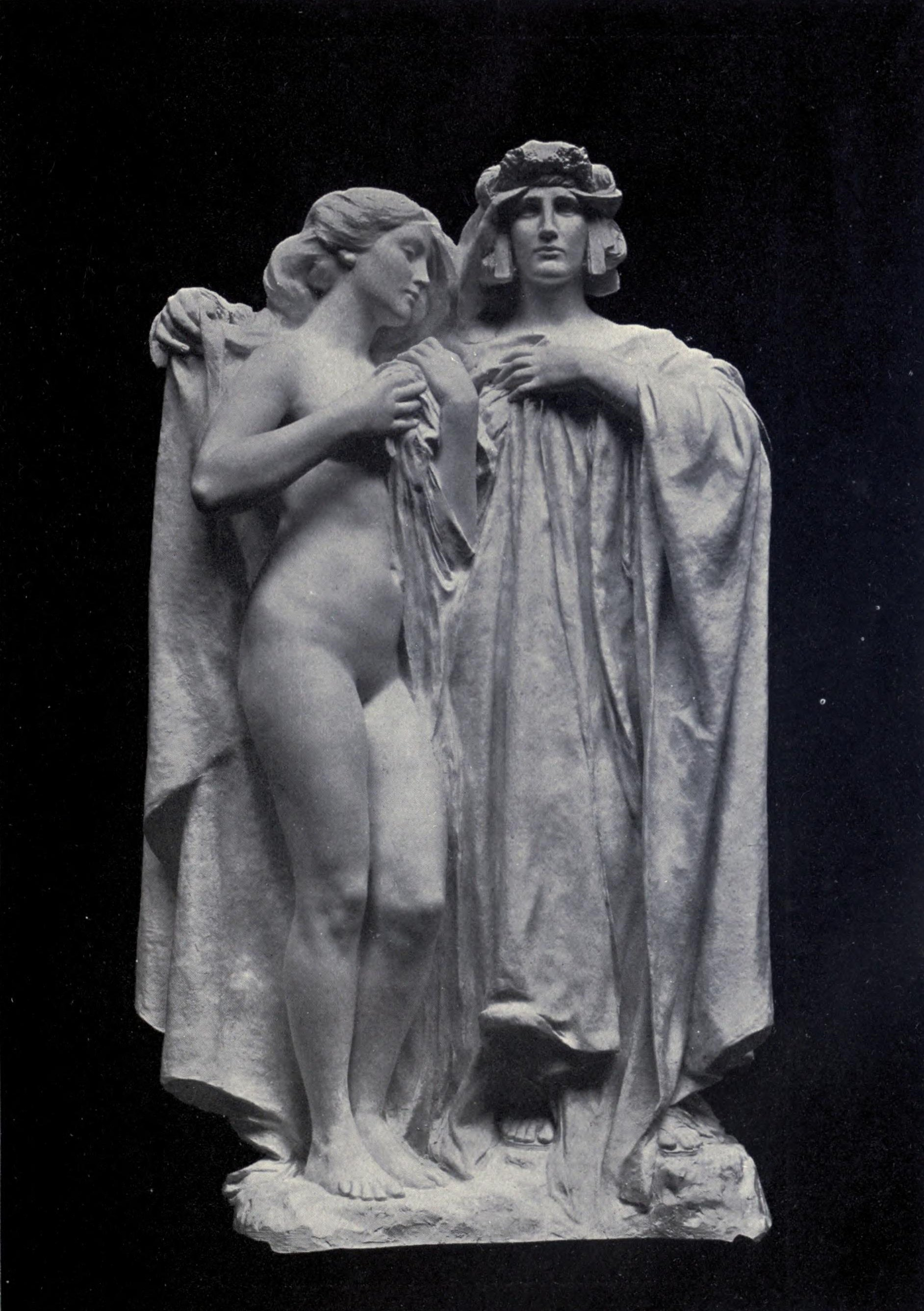
تراژدی-کمدی، تراژی‌کمدی

از نمودهای برجستهٔ تراژی‌کمدی در دوران مدرن می‌توان به آثار نمایشی تئاتر ابسورد اشاره کرد.